# Злобина, Лариса Афанасьевна
Лари́са Афана́сьевна Зло́бина (род. 1945) — журналист, российский политический деятель, депутат Государственной думы Федерального собрания Российской Федерации II созыва.

## Биография
В 1962—1969 годах работала корреспондентом красноярских заводских газет и корреспондентом на Красноярском телевидении.
В 1969—1972 годах — секретарь Игаркского городского комитета ВЛКСМ. В 1971 году окончила факультет журналистики Иркутского государственного университета.
В 1973—1983 годах работала редактором молодёжных газет в Ульяновске.
В 1983—1995 годах работала комментатором, тележурналистом Государственной телерадиокомпании «Карелия» в Петрозаводске.
В 1994 году избрана депутатом Петрозаводского городского Совета народных депутатов и депутатом первого созыва Законодательного Собрания Республики Карелия.
В 1995 году избрана депутатом Государственной думы Федерального собрания Российской Федерации II созыва (1995—2000). Член комитета по информационной политике и связи, член депутатской фракции «Регионы России».
С 2000 года проживает в Москве.